# Elecciones presidenciales de Dahomey de 1968
Las primeras elecciones presidenciales de la República de Dahomey se llevaron a cabo el 5 de mayo de 1968. Basile Adjou obtuvo la victoria con el 84% de los votos. Sin embargo, el resultado fue anulado por el gobierno militar de facto, debido a que solo había participado el 26% del electorado.
Unos meses después se llevaría a cabo un referéndum, que llevaría a la presidencia al candidato independiente Émile Derlin Henri Zinsou.

## Resultados
| Candidato                          | Votos     | %    |
| ---------------------------------- | --------- | ---- |
| Basile Adjou                       | 241.273   | 84.0 |
| Urbain Karim da Silva              | 19.319    | 6.7  |
| Eustache Prudencio                 | 11.359    | 3.9  |
| Paul Hazoumé                       | 11.091    | 3.9  |
| Jean-Baptiste Vierin               | 4.350     | 1.5  |
| Votos en blanco/anulados           | 8.275     | –    |
| Total                              | 295.667   | 100  |
| Votantes registrados/participación | 1.138.388 | 26.0 |
| Fuente: Nohlen et al.              |           |      |